# Adolf Köster

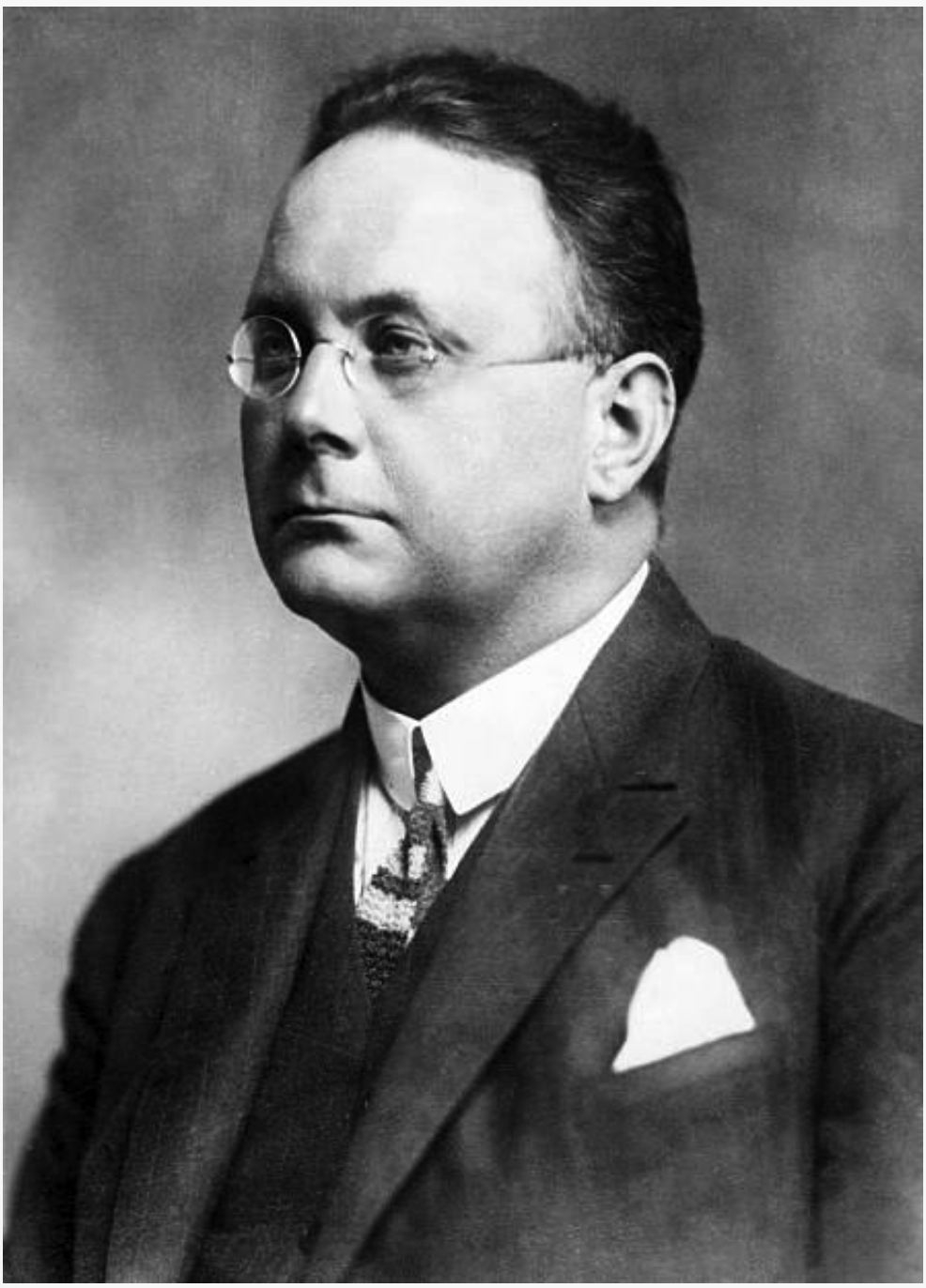
Adolf Köster, 1920er Jahre

Adolf Carl Heinrich Alwin Köster (* 8. März 1883 in Verden an der Aller; † 18. Februar 1930 in Belgrad) war ein deutscher Hochschullehrer, Journalist, Kriegsberichterstatter, Autor, Publizist, Politiker, Reichsaußenminister, Reichsinnenminister und Diplomat. Sein ältester Sohn war der Diplomat Kai Köster.

## Familie
Adolf Köster war der Sohn des Zollbeamten Franz Peter Hermann Köster und Auguste Köster, geb. Ahrend. Er wuchs zunächst in Verden an der Aller auf, ab 1894 in Hamburg.
Im Jahr 1910 heiratete er die Kunstmalerin Käthe Mahr, die er 1905/06 während seiner Tätigkeit als Hauslehrer bei deren Familie in Wandsbek kennengelernt hatte. Im Jahr 1913 erwarben er und seine Ehefrau in Blankeneses Treppenviertel ein Anwesen in der „Rutsch 1“, das aus einem von zwei Fischerfamilien errichteten Wohn-, Arbeits- und Lagerhaus bestand. Es entwickelte sich später zu einem Treffpunkt von Künstlern und kunstaffinen Besuchern.
Aus der Ehe gingen sechs Kinder hervor, eine im Kindesalter verstorbene Tochter und fünf Söhne, darunter Kai Köster (1911–1976). Seinen jüngeren Söhnen Hans Henning (* 18. März 1912 in Gauting), Jens Uwe (* 17. März 1915 in Blankenese bei Hamburg) und Peter (* 25. Oktober 1922 in Berlin) wurde ermöglicht, das von Martin Luserke geleitete, musisch, sportlich und handwerklich geprägte reformpädagogische Landerziehungsheim Schule am Meer auf der Nordseeinsel Juist zu besuchen. Der Letztgeborene war Jürgen Köster *20. Juli 1924.

## Schule und Studium
Adolf Köster besuchte die Volksschule in Verden an der Aller, die Realschule und das Humanistische Gymnasium in Wandsbek. In Kappeln verbrachte er Ferienzeiten. Seine Reifeprüfung bestand er 1902 am Matthias-Claudius-Gymnasium in Hamburg.
Er studierte Philosophie und evangelische Theologie an der Ruprecht-Karls-Universität in Heidelberg, an der Martin-Luther-Universität in Halle (Saale), an der Philipps-Universität in Marburg und an der Universität Zürich.
1905 legte er das erste theologische Staatsexamen in Marburg ab. 1906 wurde er Mitglied der Sozialdemokratischen Partei.
Am 22. Juli 1907 promovierte er mit einer historischen Studie zur Ethik Blaise Pascals an der Friedrich-Alexander-Universität in Erlangen zum Doctor philosophiae (Dr. phil.).
Im Jahr 1912 habilitierte er sich über den jungen Immanuel Kant an der Technischen Hochschule in München.

## Berufliche Entwicklung
Danach lehrte er ebenda als Privatdozent während drei Semestern Philosophie und Pädagogik.
Ab 1913 war er als freier Journalist für die Schwäbische Tagwacht tätig. Im Ersten Weltkrieg wurde er für sozialdemokratische Zeitungen und das Berliner Tagblatt als Kriegsberichterstatter tätig. In der Folge war er im Großen Hauptquartier Seiner Majestät des Kaisers und Königs (GrHQu) des Generalstabs unter Paul von Hindenburg und Erich Ludendorff an der Westfront stationiert.
Bis Kriegsende berichtete er in Hunderten von Artikeln nicht nur für die sozialdemokratische, sondern auch zunehmend für die bürgerliche Presse von nahezu allen Kriegsschauplätzen. Dazu kamen später Propagandavorträge im Auftrag des Kriegspresseamtes.

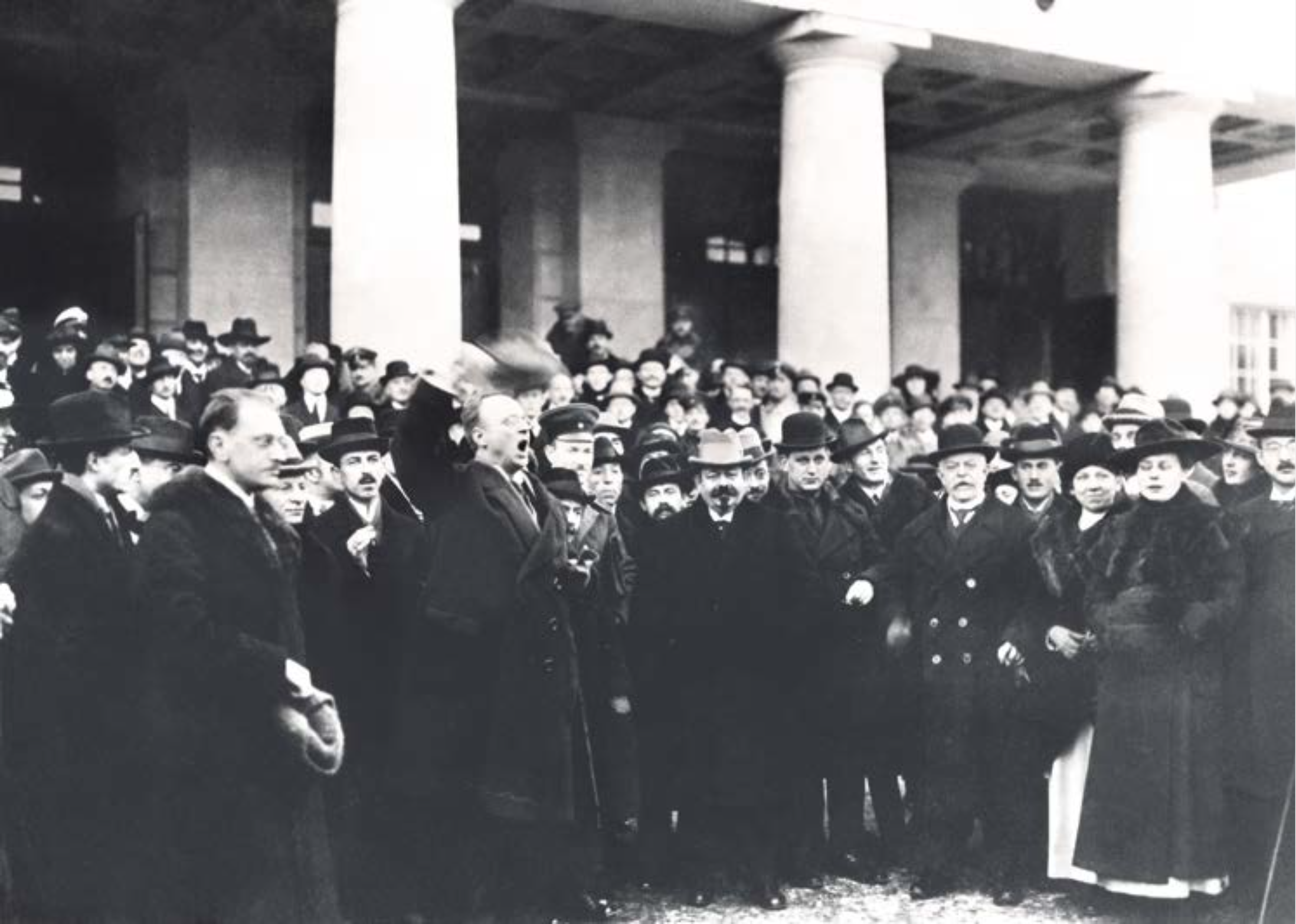
Adolf Köster bringt am 11. Februar 1919 vor dem Theater in Weimar Hochrufe auf Friedrich Ebert, das erste demokratisch gewählte Staatsoberhaupt Deutschlands, aus.

Nach der Novemberrevolution 1918 übernahm er eine Funktion in der Preußischen Staatskanzlei bei Curt Baake. 1919 wurde er durch den preußischen Ministerpräsidenten Philipp Scheidemann zum Referenten in der Reichskanzlei bestellt. Dort bereitete er eine Dokumentation über den Waffenstillstand vor. Anschließend wurde er zum Gesandten des Freistaates Preußen in der Freien und Hansestadt Hamburg ernannt, später zum Preußischen Staatskommissar (PrStKom) für die deutsch-dänischen Abstimmungsgebiete der Provinz Schleswig-Holstein. In dieser Funktion organisierte er die Volksabstimmung in Schleswig über Teilung oder Verbleib Schleswigs im Deutschen Reich.
Köster war vom 10. April bis 8. Juni 1920 im Alter von nur 37 Jahren Außenminister des Deutschen Reichs im Kabinett Müller I des Reichskanzlers Hermann Müller, der eine Koalitionsregierung aus SPD, Zentrum und DDP führte. Während der Weimarer Republik zwischen 1919 und 1933 war er der jüngste aller amtierenden Reichsaußenminister. Nach der Demission der Regierungskoalition Müller I wurde er als politischer Autor aktiv, wirkte als Novellist und Romancier.
Im März 1921 wurde er in den Reichstag gewählt und vertrat dort bis zum Mai 1924 den schleswig-holsteinischen Wahlkreis 14.
Auf Betreiben von Friedrich Ebert, für den Köster als Berater wirkte, bekleidete er vom 26. Oktober 1921 bis zum 14. November 1922 das Amt des Reichsinnenministers im Kabinett Wirth II des Reichskanzlers Joseph Wirth, einer Koalitionsregierung aus Zentrum, SPD, DDP und Bayerischer Bauernbund. In dieser Funktion erwarb er sich besondere Verdienste um die Stabilisierung der Weimarer Republik.
Dass Reichspräsident Friedrich Ebert am 11. August 1922, dem Verfassungstag der Weimarer Republik, Das Lied der Deutschen unter Hervorhebung der dritten Strophe zur Nationalhymne proklamierte, soll auf Kösters Einflussnahme zurückgehen.
Von Januar 1923 bis Januar 1928 war er als deutscher Gesandter (Botschafter) fünf Jahre in Riga (Lettland) und ab März 1928 in dieser Funktion in Belgrad (Jugoslawien) tätig. Er zählte zu den fähigsten deutschen Diplomaten und genoss ein hohes Ansehen. Vom Apostolischen Nuntius in Deutschland, Eugenio Pacelli, dem späteren Papst Pius XII., ist das auf Köster bezogene Zitat überliefert: „Wenn es mehr solcher Deutscher gäbe, stünde es besser in der Welt“. Köster galt kurz vor seinem vorzeitigen und unerwarteten Tod als aussichtsreicher Kandidat für den Posten des deutschen Botschafters im Vereinigten Königreich mit Sitz in London. Nach Kösters Tod ging diese Position an Konstantin von Neurath.
Adolf Köster verstarb 46-jährig nach einer Operation am Blinddarm und einer kurze Zeit später erfolgten zweiten Operation am Bauchraum an einer Sepsis, wurde nach Deutschland überführt und auf Wunsch des Verstorbenen in Blankenese beigesetzt. Reichsminister Carl Severing, der Altonaer Oberbürgermeister Max Brauer, der Hamburgische Senatspräsident Bürgermeister Rudolf Roß und der Jugoslawische Generalkonsul in Hamburg hielten Trauerreden.

## Ehrungen
Der Adolf-Köster-Damm in Hamburg-Neuallermöhe und die Kösterstraße in Lünen wurden nach Adolf Köster benannt.

## Werke
- Die Ethik Pascals. Eine historische Studie. J.C.B. Mohr, Tübingen 1907.
  - Die Ethik Pascals. Inaugural-Dissertation zur Erlangung der Doktorwürde dar Hohen philosophischen Fakultät der Friedrich-Alexander-Universität Erlangen. Laupp, Tübingen 1908. Internet Archive
- Die zehn Schornsteine. Erzählungen. Albert Langen, München 1909.
- Spinoza, Goethe, Kant. Berlin 1910.
- Die Bange Nacht. Roman. Albert Langen, München 1913.
- Der junge Kant im Kampf um die Geschichte. Simion, Berlin 1914. Internet Archive
- Adolph Koester, Gustav Noske: Kriegsfahrten durch Belgien und Nordfrankreich 1914. Buchhandlung Vorwärts, Berlin 1914.
- Der Tod in Flandern. Kriegsnovellen. Albert Langen, München 1914. (=Langens Kriegsbücher) Staatsbibliothek Berlin
- Hinter der Somme-Front. In: Bergische Arbeiterstimme, Solingen von 26. Juli 1916. Stadtarchiv Solingen Digitalisat
- Mit den Bulgaren. Kriegsberichte aus Serbien und Mazedonien. Albert Langen, München 1916. Staatsbibliothek Berlin
- Wandernde Erde. Kriegsberichte aus dem Westen. Verlag Albert Langen, München 1917. Staatsbibliothek Berlin
- Die Sturmschar Falkenhayns. Kriegsberichte aus Siebenbürgen und Rumänien. Albert Langen, München 1917.
- Brennendes Blut. Kriegsnovellen. Albert Langen, München 1916.
- Die Stille Schlacht. Kriegsberichte aus dem großen Hauptquartier. Albert Langen, München 1917. Staatsbibliothek Berlin
- Die deutsche Frühjahrsoffensive 1918. Curtius, Berlin 1918. (=Militärische Aufsätze. Band 6)
- Der Kampf um Schleswig. Verlag für Politik und Wirtschaft, Berlin 1920. Internet Archive Ausgabe 1921
- Konnten wir im Herbst 1918 weiterkämpfen? Verlag für Politik und Wissenschaft, Berlin 1921.
- Wilhelm als Diplomat. Ein außenpolitischer Rückblick. Buchhandlung Vorwärts, Berlin 1921.
- Fort mit der Dolchstoßlegende! Warum wir 1918 nicht weiterkämpfen konnten. Verlag für Politik und Wissenschaft, Berlin 1922.
- Unser Recht. Verlag für Politik und Wissenschaft, Berlin 1922.
- Groß-Hamburg. Ein Kapitel deutscher Neugliederung. Walther Rothschild, Berlin-Grunewald 1922.